# Harry Banninkbrug
De Harry Banninkbrug is een loopbrug in Amsterdam-Centrum.
De brug verbindt de Oosterdokskade met in dit geval de drijvende steigers waaraan dan, weliswaar op enige afstand, weer het in het Oosterdok drijvende Chinees restaurant Sea Palace ligt. Om de stijging en daling van het water en dus de steiger te kunnen opvangen heeft de brug in de kademuur een scharnierpunt. De donkergrijze stalen brug eindigt als enige van vier op een loopbrug op die steiger (de andere eindigen met een trappetje direct op de steiger). De naam van de brug is geïntegreerd in het ontwerp van de brug. Hierdoor ontstond de situatie dat de naam van de brug eerst officieus was en pas na een paar maanden officieel werd.  
De brug is vernoemd naar componist Harry Bannink, die samen met Annie M.G. Schmidt vele liedjes schreef. De brug ligt in het verlengde van de Harry Banninkstraat. Tussen de Harry Banninkbrug/straat en de Annie M.G. Schmidtbrug/straat ligt de Willem Frederik Hermansbrug/straat.  